# Mixomelia aroa
Mixomelia aroa là một loài bướm đêm trong họ Noctuidae.